# Senoia
Senoia é uma cidade localizada no estado americano de Geórgia, no Condado de Coweta.

## Demografia
Segundo o censo americano de 2000, a sua população era de 1738 habitantes.
Em 2006, foi estimada uma população de 2984, um aumento de 1246 (71.7%).

## Geografia
De acordo com o United States Census Bureau tem uma área de 12,2 km², dos quais 12,0 km² cobertos por terra e 0,2 km² cobertos por água. Senoia localiza-se a aproximadamente 254 m acima do nível do mar.

## Localidades na vizinhança
O diagrama seguinte representa as localidades num raio de 16 km ao redor de Senoia.